# Gerard Koel
Gerard Hendrik Koel, född 16 januari 1941 i Amsterdam, är en nederländsk före detta tävlingscyklist.
Koel blev olympisk bronsmedaljör i lagförföljelse vid sommarspelen 1964 i Tokyo.